# 가노 히사미치
가노 히사미치(일본어: 加納久通 카노 히사미치[*])는 에도 시대 중기의 다이묘이다. 이세 핫타 번 초대 번주. 통칭 마고이치(孫市), 가쿠베(角兵衛). 이치노미야번 가노가(一宮藩加納家)의 시조.

## 같이 보기
- 교호 개혁